# Greppin
Greppin is een plaats in de Duitse deelstaat Saksen-Anhalt, en maakt deel uit van de Landkreis Anhalt-Bitterfeld. Sinds 1 juli 2007 maakt Greppin deel uit van de gemeente Bitterfeld-Wolfen.
Aantal inwoners, peildatum 31 december 2024: 2.189. Ontleend aan de gemeentelijke website. 
Greppin heeft een spoorweghalte aan de spoorlijn Trebnitz – Leipzig Hauptbahnhof v.v.. Het dorp ligt niet ver van de Bundesstraße 184.

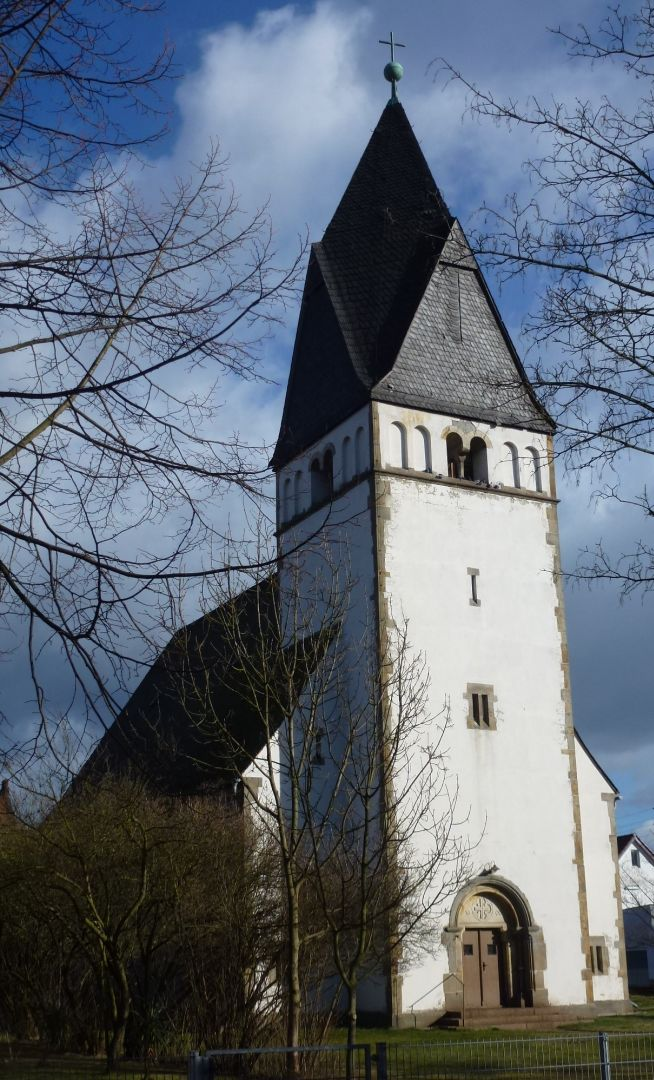
Evang.-lutherse kerk te Greppin (1906)
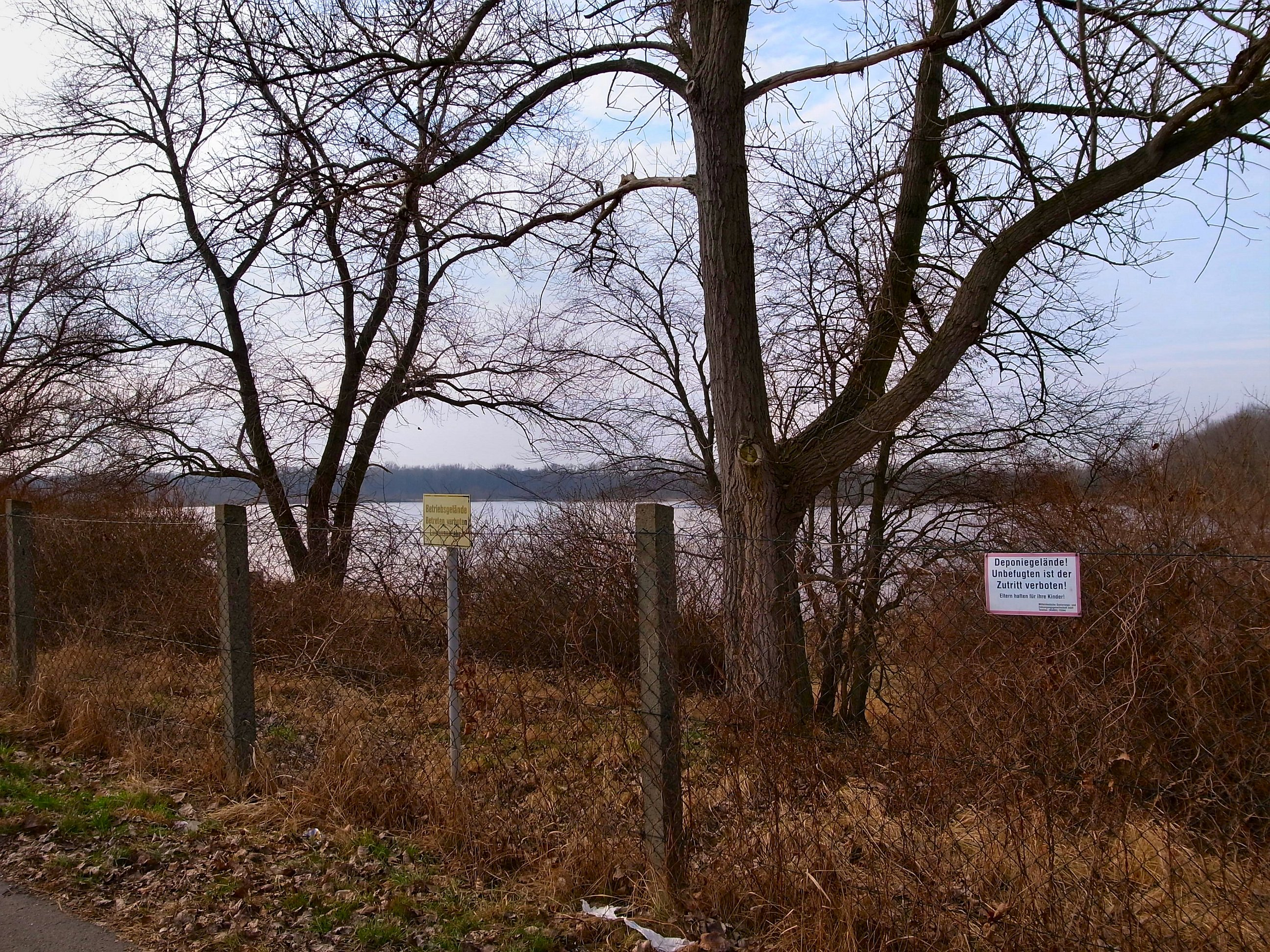
Het meertje met de spotnaam Silbersee, waar van ca. 1932 tot ca. 1990 veel chemisch afval van de ORWO-Filmfabriek te Wolfen is geloosd

Greppin ligt tussen de steden Bitterfeld en Wolfen in. Het ligt middenin het voormalige, tot ca. 1993 om zijn milieuvervuiling beruchte industriegebied. Tot op de huidige dag beschouwt de Duitse overheid  het grondwater te Greppin zó zwaar verontreinigd, dat de inwoners geen groente of fruit uit eigen tuin mogen oogsten en nuttigen.
In de DDR-periode woonden in woonwijken te Greppin 4.000 à 5.000 meer mensen dan na circa 1995. 
Greppin kende van 1860 tot 1932 productie van bakstenen uit lokaal gewonnen klei, de plaats ligt namelijk aan de rivier de Mulde. De kleigroeve moest daarna wijken voor een bruinkoolgroeve.
Zie voor meer informatie onder Bitterfeld-Wolfen.